# Nieder-Liebersbach
Nieder-Liebersbach ist nach Einwohnern, nach der Kerngemeinde, der zweitgrößte Ortsteil von Birkenau im Odenwald.

## Geographie
Das Straßendorf Nieder-Liebersbach liegt in einem rechten Seitental der Weschnitz auf 173 m ü. NHN im Norden des Gemeindegebiets, ca. 8 km südöstlich von Heppenheim und 2 km nördlich der Gemeindeverwaltung in Birkenau. Das Gebiet des Ortsteils besteht aus der Gemarkung Nieder-Liebersbach mit einer Fläche von 464 Hektar, davon sind 93 Hektar Wald. In der Gemarkung liegen die Siedlungplatze Sielung Kühruh, Staudenheimer Hof und Steinbruch.
Die Ortslage befindet sich auf 160 bis 212 m ü. NHN und der höchste Punkt der Gemarkung liegt bei etwa 422 Meter an der westlichen Grenze der Gemarkung auf dem Höhenzug. Durch den Ort fließt der Liebersbach, der in der Kerngemeinde Birkenau in die Weschnitz mündet.
An den Ortsteil Nieder-Liebersbach grenzen, von Norden beginnend, im Uhrzeigersinn, der Mörlenbach-Ober-Liebersbach, im Osten die Kerngemeinde Mörlenbach, im Süden Birkenau-Reisen und die Kerngemeinde Birkenau und im Süden das baden-württemberische Hemsbach. Durch den Ort verläuft die Kreisstraße 11, die Mörlenbach mit Birkenau verbindet. Sie zweigt zwischen Bonsweiler und Mörlebach von der Landesstraße 3120 nach westen ab und mündet6 in Birkenau in die L 3408.

## Geschichte

### Von den Anfängen bis zum 18. Jahrhundert
Obwohl der Fund von fünf jungsteinzeitlichen Steinbeilen bei Nieder- und Ober-Liebersbach auf Wohnstätten hinweist, kann für die folgenden 2000 Jahre bis zur fränkischen Zeit eine Besiedlung der Region nicht nachgewiesen werden.
Liebersbach entstand im Gebiet der ehemaligen „Mark Heppenheim“, einem Verwaltungsbezirk des Frankenreichs. Am 20. Januar 773 schenkte Karl der Große die Stadt Heppenheim nebst der „Mark Heppenheim“ dem Reichskloster Lorsch. Von hier wurde die Urbarmachung und Besiedlung des Gebietes betrieben, dazu gehörte auch das Weschnitztal mit seinen Seitentälern. Der Blütezeit des Klosters Lorsch folgte im 11. und 12. Jahrhundert sein Niedergang. 1232 wurde Lorsch dem Erzbistum Mainz unterstellt. 1461 verpfändet Kurmainz diese Besitzungen an die Kurpfalz. Diese wechselte 1556 zum protestantischen Glauben und hob 1564 das Kloster auf.
Die ersten urkundlichen Hinweise auf die Liebersbach nennen nur einen Ort und unterscheiden nicht zwischen Ober- und Nieder-Liebersbach, noch geben sie Auskunft über die Lage der Höfe. Die früheste urkundliche Erwähnung als Liberesbach stammt aus dem Jahr 877 und befindet sich im Lorscher Codex, einem Besitzverzeichnis des Klosters Lorsch, als Liuthar von Hausen die Villa Liebersbach der Abtei schenkte. Im Jahr 879 bekam Bischof Adelbert von Worms die Villa Liberesbach auf Lebenszeit zum Lehen.
Auf eine unterschiedliche Siedlungsgeschichte deuten allerdings die Flurformen beider Ortschaften hin: Nieder-Liebersbach ist eine nicht planmäßig angelegte Blockgemengenflur-Gemeinde, Ober-Liebersbach dagegen, wie viele Dörfer in den benachbarten Weschnitznebentälern, z. B. Bonsweiher, eine planmäßige Waldhufensiedlung. D. h., die Bauernhöfe lagen in mehr oder weniger regelmäßigen Abständen als „Hufe oder Hube“ innerhalb eines breiten durch die Feldflur parzellierten Ackerland- und Wiesenstreifens.
Die beiden Weiler werden erstmals in einer Urkunde vom 27. Juli 1355 getrennt genannt, nachdem bereits 1232 das Gebiet des Klosters Lorsch an Kurmainz übergegangen war: der Ritter Anselm von Hemmispach (Hemsbach) hatte als Lehnsmann des Erzbischofs von Mainz die bisher getrennten Gebiete Nydern Libirspach und Ober Lybersbach in seinen Besitz genommen. In den folgenden Jahrhunderten verlief die Entwicklung beider Gemeinden Zeitweise unterschiedlich: So waren Teile von Nieder-Liebersbach als Lehen vergeben, während der Rest zusammen mit Ober-Liebersbach zur 1508 erstmals erwähnten „Zent Mörlenbach“ gehörten.
1232 unterstellte Kaiser Friedrich II. die Reichsabtei Lorsch dem Erzbistum Mainz und dessen Bischof Siegfried III. zur Reform. Die Benediktiner widersetzten sich der angeordneten Reform und mussten deshalb die Abtei verlassen. Sie wurden durch Zisterzienser aus dem Kloster Eberbach und diese 1248 durch Prämonstratenser aus dem Kloster Allerheiligen ersetzt. Von diesem Zeitpunkt an wurde das Kloster als Propstei weitergeführt.
1267 wurde erstmals ein Burggraf auf der Starkenburg (über Heppenheim) genannt, der auch das „Amt Starkenburg“, zu dem Nieder-Liebersbach zählte, verwaltete. Als Gericht der „Niederen Gerichtsbarkeit“ und untergeordnete Verwaltungseinheit entwickelte sich die Zent Mörlenbach, deren älteste erhalten gebliebene Beschreibungen aus den Jahren 1504 und 1654 stammen. Nieder-Liebersbach wurde 1654 mit seinem „Kurmainser Teil“ erwähnt. Vor 1355 war Nieder-Liebersbach an Condrad Swende von Weinheim durch das Mainzer Erzstift verpfändet. 1419 belehnte Erzbischof Konrad von Mainz den Eberhard Swende von Weinheim mit etwa einem Drittel von Nieder-Liebersbach und anderen Dörfern, die zusammen später die „Zent Birkenau“ bildeten. Die Gerichtsbarkeit dieser Zent blieb bis 1803, als die Orte zu Hessen kamen, erhalten.
Im Verlauf der für Kurmainz verhängnisvollen Mainzer Stiftsfehde wurde das Amt Starkenburg an Kurpfalz wiedereinlöslich verpfändet und blieb anschließend für 160 Jahre pfälzisch. Pfalzgraf Friedrich I. hatte sich für seine Unterstützung von Erzbischof Diether im durch die beiden Kurfürsten am 19. November 1461 geschlossenen „Weinheimer Bund“ das „Amt Starkenburg“ verpfänden lassen, wobei Kurmainz das Recht erhielt, das Pfand für 100.000 Pfund wieder einzulösen. Die „Zent Birkenau“ blieb dabei jedoch ausgeklammert.
1477 wurden die Hoheitsrechte und die „Hohe Gerichtsbarkeit“ über die „Zent Birkenau“ an die „Wambolt von Umstadt“ und die „Landschad von Steinach“ vergeben. Auch die „Niedere Gerichtsbarkeit“ über das gesamte Nieder-Liebersbach scheint bei diesen gelegen zu haben. Nach dem Erlöschen des Steinachschen Adelsgeschlechts kam dessen Anteil ebenfalls an die „Wambolt von Umstadt“.
In den Anfängen der Reformation sympathisierten die pfälzischen Herrscher offen mit dem lutherischen Glauben, aber erst unter Ottheinrich, Kurfürst von 1556 bis 1559, erfolgte der offizielle Übergang zur lutherischen Lehre. Danach wechselten seine Nachfolger und gezwungenermaßen auch die Bevölkerung mehrfach zwischen der lutherischen, reformierten und calvinistischen Religion. Schon im Jahr 1522 hatte „Hans Landschad von Steinach“ die Lehre Martin Luthers angenommen, was den hohen evangelischen Bevölkerungsanteil auch nach der 1620 einsetzenden Gegenreformation erklärt. Es kam aber zwischen Katholiken und Protestanten der Zent Birkenau immer wieder zu heftigen Streitigkeiten, die erst durch den Religionsvergleich von 1749 beendet wurden.
Als im Laufe des Dreißigjährigen Krieges (1618–1648) spanische Truppen der „Katholischen Liga“ die Region eroberten, wurde 1623 die Kurmainzer Herrschaft wieder hergestellt. Dadurch wurde die durch die Pfalzgrafen eingeführte Reformation weitgehend wieder rückgängig gemacht und die Bevölkerung musste wieder zum katholischen Glauben zurückkehren. Zwar zogen sich die spanischen Truppen nach 10 Jahren vor den anrückenden Schweden zurück, aber nach der Niederlage der Evangelischen in der Nördlingen 1634 verließen auch die Schweden die Bergstraße und mit dem Schwedisch-Französischen Krieg begann ab 1635 das blutigste Kapitel des Dreißigjährigen Krieges. Aus der Region berichten die Chronisten aus jener Zeit: „Pest und Hunger wüten im Land und dezimieren die Bevölkerung, sodass die Dörfer öfters völlig leer stehen“. Mit dem Westfälischen Frieden von 1648 wurde die Einlösung der Pfandschaft endgültig festgeschrieben.
Im Jahr 1658 wurde Nieder-Liebersbach zur Pfarrei in Ober-Abtsteinach zugeteilt; 1754 wechselte es zur Pfarrei Birkenau. Im Jahr 1925 erhielt Nieder-Liebersbach eine eigene katholische Pfarrei.
Als es 1782 zu einer Umstrukturierung im Bereich des Kurmainzer Amtes Starkenburg kam, wurde der Bereich des Amtes in die vier untergeordneten Amtsvogteien Heppenheim, Bensheim, Lorsch und Fürth aufgeteilt und das Amt in Oberamt umbenannt. Die Zente Abtsteinach, Fürth und Mörlenbach, in der Nieder-Liebersbach lag, wurden der Amtsvogtei Fürth unterstellt und mussten ihre Befugnisse weitgehend abgeben. Zwar blieb die Zentordnung mit dem Zentschultheißen formal bestehen, dieser konnte jedoch nur noch die Anordnungen der übergeordneten Behörden (Oberamt Starkenburg, Unteramt Fürth) ausführen. Das „Oberamt Starkenburg“ gehörte verwaltungsmäßig zum „Unteren Erzstift“ des Kurfürstentums Mainz.

### Vom 19. Jahrhundert bis heute

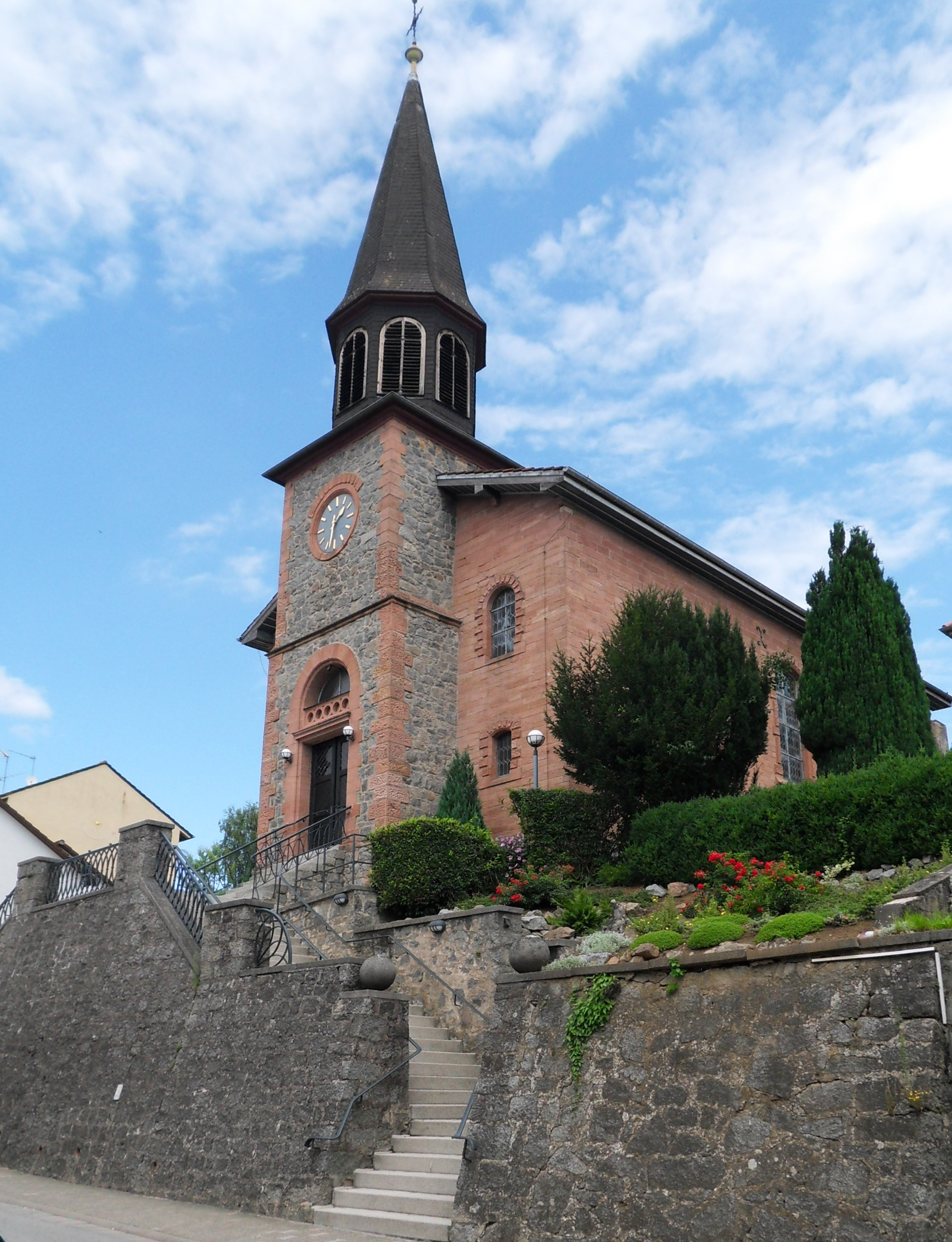
Katholische Pfarrkirche St. Wendelinus von 1896

Mit dem Reichsdeputationshauptschluss von 1803 erhielt die Landgrafschaft Hessen-Darmstadt, als Ausgleich für verlorene rechtsrheinische Gebiete, unter anderem Teile der aufgelösten Fürstentümer Kurmainz, Kurpfalz und des Worms zugesprochen. Somit kam auch das Oberamt Starkenburg und mit ihm Nieder-Liebersbach an Hessen-Darmstadt. Dort wurde die „Amtsvogtei Fürth“ vorerst als hessisches Amt weitergeführt, während das Oberamt Starkenburg 1805 aufgelöst wurde. Die übergeordnete Verwaltungsbehörde war der „Regierungsbezirk Darmstadt“, der ab 1803 auch als „Fürstentum Starkenburg“ bezeichnet wurde. In der Landgrafschaft Hessen-Darmstadt wurde mit Ausführungsverordnung vom 9. Dezember 1803 das Gerichtswesen neu organisiert. Für das Fürstentum Starkenburg wurde das „Hofgericht Darmstadt“ als Gericht der zweiten Instanz eingerichtet. Die Rechtsprechung der ersten Instanz wurde durch die Ämter bzw. Standesherren vorgenommen. Das Hofgericht war für normale bürgerliche Streitsachen Gericht der zweiten Instanz, für standesherrliche Familienrechtssachen und Kriminalfälle die erste Instanz. Übergeordnet war das Oberappellationsgericht Darmstadt. Damit hatten die Zente und die mit ihnen verbundenen Zentgerichte endgültig ihre Funktion eingebüßt.
Am 14. August 1806 erhob Napoleon die Landgrafschaft Hessen-Darmstadt, gegen den Beitritt zum Rheinbund und Stellung hoher Militärkontingente an Frankreich, zum Großherzogtum.
1812 wurde das ehemals Pfälzische Oberamt Lindenfels aufgelöst und das bereits als Zentort bestehende Wald-Michelbach erhielt eine eigene Amtsvogtei, deren Amtsbereich wurden auch Nieder-Liebersbach zugewiesen.
Konrad Dahl berichtet 1812 in seiner Historisch-topographisch-statistische Beschreibung des Fürstenthums Lorsch, oder Kirchengeschichte des Oberrheingaues über Nieder-Liebersbach als Ort der „Zent Mörlenbach“:

„Niederliebersbach (Lieberesbach) ein Dorf von 19 Hubengüthern mit 156 Selen. Es ist 1/4 Stund von Mörlenbach entlegen und gehört zum Theil der Familie v. Wambold als Lehen, wovon noch anderwärts die Rede sein wird. Den dasigen Zehenden theilen der Beneficiatenfond zu Bensheim und die Familie von Wambold.“

Nach dem Wiener Kongress wurden 1816 im Großherzogtum Provinzen gebildet. Dabei wurde das vorher als „Fürstentum Starkenburg“ bezeichnete Gebiet, das aus den südlich des Mains gelegenen alten hessischen und den ab 1803 hinzugekommenen rechtsrheinischen Territorien bestand, in „Provinz Starkenburg“ umbenannt.
1821 wurden die Amtsvogteien in den Provinzen Starkenburg und Oberhessen aufgelöst und Landratsbezirke eingeführt, wobei Nieder-Liebersbach zum Landratsbezirk Lindenfels kam. Im Rahmen dieser Reform wurden auch Landgerichte geschaffen, die jetzt unabhängig von der Verwaltung waren. Deren Gerichtsbezirke entsprachen in ihrem Umfang den Landratsbezirken. Für den Landratsbezirk Lindenfels war das Landgericht Fürth als Gericht erster Instanz zuständig. Diese Reform ordnete auch die Verwaltung auf Gemeindeebene neu. Wobei Nieder-Liebersbach eine eigene Bürgermeisterei erhielt. Entsprechend der Gemeindeverordnung vom 30. Juni 1821 gab es keine Einsetzungen von Schultheißen mehr, sondern einen gewählten Ortsvorstand, der sich aus Bürgermeister, Beigeordneten und Gemeinderat zusammensetzte.
Die Statistisch-topographisch-historische Beschreibung des Großherzogthums Hessen berichtet 1829 über Nieder-Liebersbach:

„Niederliebersbach (L. Bez. Lindenfels) luth. und kath. Filialdorf; liegt 4 St. von Lindenfels, hat 64 Häuser und 485 Einw. die bis auf 126 Luth. und 2 Reform. katholisch sind. Der Ort hat 1 Kapelle und 1 Mahlmühle und kam 1802 von Mainz an Hessen.“

1832 wurden Kreise geschaffen. Nach der am 20. August 1832 bekanntgegebenen Neugliederung sollte es in Süd-Starkenburg künftig nur noch die Kreise Bensheim und Lindenfels geben; der Landratsbezirk von Heppenheim sollte in den Kreis Bensheim fallen. Noch vor dem Inkrafttreten der Verordnung zum 15. Oktober 1832 wurde diese aber dahingehend revidiert, dass statt des Kreises Lindenfels neben dem Kreis Bensheim der Kreis Heppenheim als zweiter Kreis gebildet wurde, zu dem jetzt Nieder-Liebersbach gehörte.
Im Neuestes und gründlichstes alphabetisches Lexicon der sämmtlichen Ortschaften der deutschen Bundesstaaten von 1845 finden sich folgender Eintrag:

„Nieder-Liebersbach b. Lindenfels. – Dorf zur evangel. resp. kathol. Pfarrei Birkenau gehörig. – 64 H. 485 (meistens kathol.) E. – Großherzogthum Hessen. – Provinz Starkenburg. – Kr. Heppenheim. – Landger. Fürth. – Hofger. Darmstadt. – Das Dorf Nieder-Liebersbach hat 1 Kapelle u. 1 Mahlmühle und ist im Jahre 1802 von Mainz an Hessen Darmstadt übergegangen.“

Am 31. Juli 1848 wurden die Kreise und die Landratsbezirke des Großherzogtums abgeschafft und durch „Regierungsbezirke“ ersetzt, wobei die bisherigen Kreise Bensheim und Heppenheim zum Regierungsbezirk Heppenheim vereinigt wurden. Bereits vier Jahre später, im Laufe der Reaktionsära, kehrte man aber zur Einteilung in Kreise zurück und Nieder-Liebersbach wurde Teil des neu geschaffenen Kreises Lindenfels.
Die im Dezember 1852 aufgenommenen Bevölkerungs- und Katasterlisten ergaben für Nieder-Liebersbach: Katholisches und lutherisches Filialdorf mit 628 Einwohnern.
Die Gemarkung besteht aus 1761 Morgen, davon 1292 Morgen Ackerland, 146 Morgen Wiesen und 272 Morgen Wald.
In den Statistiken des Großherzogtums Hessen werden, bezogen auf Dezember 1867, für das Filialdorf Nieder-Liebersbach mit eigener Bürgermeisterei, 79 Häuser, 580 Einwohnern, der Kreis Lindenfels, das Landgericht Fürth, die evangelische Pfarrei Birkenfels des Dekanats Lindenfels und die katholische Pfarrei Birkenfeld des Dekanats Heppenheim, angegeben.
1874 wurde eine Anzahl von Verwaltungsreformen beschlossen. So wurden die landesständige Geschäftsordnung sowie die Verwaltung der Kreise und Provinzen durch Kreis- und Provinzialtage geregelt. Die Neuregelung trat am 12. Juli 1874 in Kraft und verfügte auch die Auflösung der Kreise Lindenfels und Wimpfen und die Wiedereingliederung von Nieder-Liebersbach den Kreis Heppenheim.
Die hessischen Provinzen Starkenburg, Rheinhessen und Oberhessen wurden 1937 nach der 1936 erfolgten Auflösung der Provinzial- und Kreistage aufgehoben. Zum 1. November 1938 trat dann eine umfassende Gebietsreform auf Kreisebene in Kraft. In der ehemaligen Provinz Starkenburg war der Kreis Bensheim besonders betroffen, da er aufgelöst und zum größten Teil dem Kreis Heppenheim zugeschlagen wurde. Der Kreis Heppenheim übernahm auch die Rechtsnachfolge des Kreises Bensheim und erhielt den neuen Namen Landkreis Bergstraße.
1908 erhielt der Ort eine zentrale Wasserversorgung über einen Hochbehälter, der durch gefasste Quellen gespeist wurde. Pro angeschlossener Familie waren durchschnittlich jährlich fünf Mark zu entrichten, die genaue Höhe wurde anhand der Familiengröße von der Gemeinde festgelegt.
1913 erhielt Nieder-Liebersbach Anschluss an die elektrische Stromversorgung, und mit der Aufstellung von 18 Straßenlaternen begann für den Ort das Zeitalter der Elektrizität. Bereits 1902 wurde in der Gastwirtschaft „Zur Rose“ das erste Telefon installiert. Als dieser Anschluss 1923 von der Gemeinde als Öffentliche Fernsprechstelle übernommen wurde, dürfte er noch immer der Einzige im Ort gewesen sein.
Im Jahr 1927 wurde Gemarkungsgröße mit 440,5 ha angegeben.
Die hessischen Provinzen Starkenburg, Rheinhessen und Oberhessen wurden 1937 nach der 1936 erfolgten Auflösung der Provinzial- und Kreistage aufgehoben. Zum 1. November 1938 trat dann eine umfassende Gebietsreform auf Kreisebene in Kraft. In der ehemaligen Provinz Starkenburg war der Kreis Bensheim besonders betroffen, da er aufgelöst und zum größten Teil dem Kreis Heppenheim zugeschlagen wurde. Der Kreis Heppenheim übernahm auch die Rechtsnachfolge des Kreises Bensheim und erhielt den neuen Namen Landkreis Bergstraße.
Wie die Einwohnerzahlen von 1939 und 1946 zeigen, nahm auch Nieder-Liebersbach nach dem Krieg viele Flüchtlinge und Vertriebene aus den ehemaligen deutschen Ostgebieten auf.
Im Jahr 1961 wurde die Gemarkungsgröße mit 455 ha angegeben, davon waren 93 ha Wald.
Im Zuge der Gebietsreform in Hessen schloss sich die Gemeinde zum 31. Dezember 1971 zeitgleich mit Löhrbach freiwillig der Gemeinde Birkenau an. Für Nieder-Liebersbach wurde ein Ortsbezirk nach der Hessischen Gemeindeordnung gebildet.

### Gerichte in Hessen
Die Gerichtsbarkeit ging 1813 an das neue Justizamt in Fürth über.
Mit Bildung der Landgerichte im Großherzogtum Hessen war ab 1821 das Landgericht Fürth das Gericht erster Instanz.
Anlässlich der Einführung des Gerichtsverfassungsgesetzes mit Wirkung vom 1. Oktober 1879, infolge derer die bisherigen großherzoglich hessischen Landgerichte durch Amtsgerichte an gleicher Stelle ersetzt wurden, während die neu geschaffenen Landgerichte nun als Obergerichte fungierten, kam es zur Umbenennung in Amtsgericht Fürth und Zuteilung zum Bezirk des Landgerichts Darmstadt.

### Verwaltungsgeschichte im Überblick
Die folgende Liste zeigt die Staaten und Verwaltungseinheiten, denen Nieder-Liebersbach angehört(e):
- vor 1782: Heiliges Römisches Reich, Kurfürstentum Mainz, Amt Starkenburg (1461–1650 an Kurpfalz verpfändet), Zent Mörlenbach
- ab 1782: Heiliges Römisches Reich, Kurfürstentum Mainz, Unteres Erzstift, Oberamt Starkenburg, Amtsvogtei Fürth
- ab 1803: Heiliges Römisches Reich, Landgrafschaft Hessen-Darmstadt,[Anm. 2] Fürstentum Starkenburg, Amt Fürth
- ab 1806: Großherzogtum Hessen,[Anm. 3] Fürstentum Starkenburg, Amt Fürth[35]
- ab 1812: Großherzogtum Hessen, Fürstentum Starkenburg, Amt Waldmichelbach
- ab 1815: Großherzogtum Hessen[Anm. 4], Provinz Starkenburg, Amt Waldmichelbach
- ab 1821: Großherzogtum Hessen, Provinz Starkenburg, Landratsbezirk Lindenfels[Anm. 5]
- ab 1832: Großherzogtum Hessen, Provinz Starkenburg, Kreis Lindenfels
- ab 1848: Großherzogtum Hessen, Regierungsbezirk Heppenheim
- ab 1852: Großherzogtum Hessen, Provinz Starkenburg, Kreis Lindenfels
- ab 1871: Deutsches Reich,[Anm. 6] Großherzogtum Hessen, Provinz Starkenburg, Kreis Heppenheim
- ab 1918: Deutsches Reich, Volksstaat Hessen,[Anm. 7] Provinz Starkenburg, Kreis Heppenheim
- ab 1938: Deutsches Reich, Volksstaat Hessen, Landkreis Bergstraße[36][Anm. 8]
- ab 1945: Amerikanische Besatzungszone,[Anm. 9] Groß-Hessen, Regierungsbezirk Darmstadt, Landkreis Bergstraße
- ab 1946: Amerikanische Besatzungszone, Hessen, Regierungsbezirk Darmstadt, Landkreis Bergstraße
- ab 1949: Bundesrepublik Deutschland, Hessen, Regierungsbezirk Darmstadt, Landkreis Bergstraße
- ab 1972: Bundesrepublik Deutschland, Hessen, Regierungsbezirk Darmstadt, Landkreis Bergstraße, Gemeinde Birkenau[Anm. 10]

## Bevölkerung

### Einwohnerstruktur 2011
Nach den Erhebungen des Zensus 2011 lebten am Stichtag dem 9. Mai 2011 in Nieder-Liebersbach 1782 Einwohner. Darunter waren 90 (5,0 %) Ausländer. Nach dem Lebensalter waren 258 Einwohner unter 18 Jahren, 696 waren zwischen 18 und 49, 420 zwischen 50 und 64 und 408 Einwohner waren älter. Die Einwohner lebten in 786 Haushalten. Davon waren 210 Singlehaushalte, 273 Paare ohne Kinder und 234 Paare mit Kindern, sowie 60 Alleinerziehende und 9 Wohngemeinschaften. In 174 Haushalten lebten ausschließlich Senioren und in 510 Haushaltungen lebten keine Senioren.

### Einwohnerentwicklung
| • 1806: | 235 Einwohner            |
| • 1829: | 485 Einwohner, 64 Häuser |
| • 1867: | 580 Einwohner, 79 Häuser |

| Nieder-Liebersbach: Einwohnerzahlen von 1806 bis 2018 | Nieder-Liebersbach: Einwohnerzahlen von 1806 bis 2018 | Nieder-Liebersbach: Einwohnerzahlen von 1806 bis 2018 | Nieder-Liebersbach: Einwohnerzahlen von 1806 bis 2018 | Nieder-Liebersbach: Einwohnerzahlen von 1806 bis 2018 |
| --- | ----------------------------------------------------- | ----------------------------------------------------- | ----------------------------------------------------- | ----------------------------------------------------- |
| Jahr |                                                       |                                                       |                                                       | Einwohner                                             |
| 1806 | 1806                                                  |                                                       | 235                                                   | 235                                                   |
| 1829 | 1829                                                  |                                                       | 485                                                   | 485                                                   |
| 1834 | 1834                                                  |                                                       | 490                                                   | 490                                                   |
| 1840 | 1840                                                  |                                                       | 610                                                   | 610                                                   |
| 1846 | 1846                                                  |                                                       | 664                                                   | 664                                                   |
| 1852 | 1852                                                  |                                                       | 628                                                   | 628                                                   |
| 1858 | 1858                                                  |                                                       | 577                                                   | 577                                                   |
| 1864 | 1864                                                  |                                                       | 563                                                   | 563                                                   |
| 1871 | 1871                                                  |                                                       | 603                                                   | 603                                                   |
| 1875 | 1875                                                  |                                                       | 644                                                   | 644                                                   |
| 1885 | 1885                                                  |                                                       | 682                                                   | 682                                                   |
| 1895 | 1895                                                  |                                                       | 704                                                   | 704                                                   |
| 1905 | 1905                                                  |                                                       | 700                                                   | 700                                                   |
| 1910 | 1910                                                  |                                                       | 710                                                   | 710                                                   |
| 1925 | 1925                                                  |                                                       | 776                                                   | 776                                                   |
| 1939 | 1939                                                  |                                                       | 810                                                   | 810                                                   |
| 1946 | 1946                                                  |                                                       | 1.029                                                 | 1.029                                                 |
| 1950 | 1950                                                  |                                                       | 973                                                   | 973                                                   |
| 1956 | 1956                                                  |                                                       | 1.078                                                 | 1.078                                                 |
| 1961 | 1961                                                  |                                                       | 1.202                                                 | 1.202                                                 |
| 1967 | 1967                                                  |                                                       | 1.394                                                 | 1.394                                                 |
| 1970 | 1970                                                  |                                                       | 1.500                                                 | 1.500                                                 |
| 1980 | 1980                                                  |                                                       | ?                                                     | ?                                                     |
| 1990 | 1990                                                  |                                                       | ?                                                     | ?                                                     |
| 2000 | 2000                                                  |                                                       | ?                                                     | ?                                                     |
| 2005 | 2005                                                  |                                                       | 1.903                                                 | 1.903                                                 |
| 2011 | 2011                                                  |                                                       | 1.782                                                 | 1.782                                                 |
| 2015 | 2015                                                  |                                                       | 1.764                                                 | 1.764                                                 |
| 2018 | 2018                                                  |                                                       | 1.751                                                 | 1.751                                                 |
| Datenquelle: Historisches Gemeindeverzeichnis für Hessen: Die Bevölkerung der Gemeinden 1834 bis 1967. Wiesbaden: Hessisches Statistisches Landesamt, 1968. Weitere Quellen: LAGIS:; Gemeinde Birkenauf; Zensus 2011 |                                                       |                                                       |                                                       |                                                       |

### Historische Religionszugehörigkeit
| • 1829: | 126 lutheranische (= 25,98 %), zwei reformierte (= 0,41 %) und 357 katholische (= 73,61 %) Einwohner |
| • 1961: | 474 evangelische (= 39,43 %), 715 katholische (= 59,48 %) Einwohner                                  |

## Politik
- SPD: 3
- Grüne: 1
- FDP: 1
- CDU: 4

### Ortsbeirat
Für Nieder-Liebersbach besteht ein Ortsbezirk (Gebiete der ehemaligen Gemeinde Nieder-Liebersbach) mit Ortsbeirat und Ortsvorsteher, nach Maßgabe der §§ 81 und 82 HGO und des Kommunalwahlgesetzes in der jeweils gültigen Fassung gebildet. Der Ortsbeirat besteht aus neun Mitgliedern. Bei den Kommunalwahlen in Hessen 2021 betrug die Wahlbeteiligung zum Ortsbeirat Nieder-Liebersbach 64,64 %. Es wurden gewählte: vier Mitglieder der CDU, drei Mitglieder der SPD und je ein Mitglied der FDP und des Bündnis 90/Die Grünen. Der Ortsbeirat wählte Marc Steinmann (CDU) zum Ortsvorsteher.

### Wappen
| Wappen von Nieder-Liebersbach | Blasonierung: „In Rot ein silbernes Gemarkungsgrenzzeichen zwei nach oben und unten offene zweizinkige eckige durch ein Mittelstück in Öffnungsbreite verbundene Gabeln.“             |
| Wappen von Nieder-Liebersbach | Wappenbegründung: Das Wappen der früheren Gemeinde zeigt ein Weberschiffchen und wurde am 15. August 1952 amtlich genehmigt. Nieder-Liebersbach ist für seine Webertradition bekannt. |

## Kultur und Sehenswürdigkeiten

### Vereine
Nieder-Liebersbach pflegt ein sehr intensives Vereinsleben. Das Angebot umfasst knapp ein Dutzend Vereine mit verschiedenen Abteilungen:
- SVG Nieder-Liebersbach – Die Sportvereinigung ist der größte Verein im Ort und besitzt Abteilungen für Handball, Ringen, Turnen/Freizeitsport, Sportakrobatik, Tischtennis, Fastnacht, Laienspiel/Theater, zwei Chöre und einen Spielmannszug.
- GV Sängerlust 1951 – Der Gesangverein Sängerlust nimmt an zahlreichen Wettbewerben teil, hat schon mehrere CDs herausgegeben und führt regelmäßig (alle zwei Monate) eine ehrenamtliche Altpapiersammlung im Dorf durch. Obwohl die kommunale Entsorgung von Altpapier durch die grüne Tonne gewährleistet wird, verdient sich der Verein dadurch ein Zubrot und wird dabei auch fleißig von den Einwohnern unterstützt.
- Verein Liewerschbescher Kerwe 1972 – Der Verein kümmert sich um die Organisation der jährlichen Kerwe, fördert Brauchtum und besitzt eine Trachten-Volkstanzgruppe.
- Förderverein Grundschule Nieder-Liebersbach – Der Förderverein kümmert sich um den Erhalt der kleinen Grundschule in Nieder-Liebersbach.
- Freiwillige Feuerwehr – Die Freiwillige Feuerwehr besitzt drei Fahrzeuge: (Tanklöschfahrzeug TLF 16, Löschgruppenfahrzeug LF 10/6 und Mannschaftstransportfahrzeug MTF). Außerdem leistet sie mit ihrer Kinderfeuerwehr und Jugendfeuerwehr auch einen Beitrag zur Jugendarbeit.
- Vogelfreunde – Die Vogelfreunde kümmern sich um die artgerechte Fütterung der heimischen Vögel in den Wintermonaten, die Bereitstellung von Nistkästen und der Verein schuf im Wald ein vogelfreundliches Biotop, das er auch pflegt. Jedes Jahr im Mai findet eine Vogelstimmenwanderung statt, bei der die interessierte Bevölkerung in den frühen Morgenstunden unter sachkundiger Führung die ornithologische Vielfalt erleben darf und im Anschluss daran gemeinsam im Wald frühstückt.
- Brieftaubenverein
- Ungarnfreunde – Die Ungarnfreunde pflegen eine lebhafte Partnerschaft nach Ófalu (bei Pécs) im Süden Ungarns und unternehmen regelmäßige Fahrten dorthin.
- Liebersbach.wiki e. V. – Der Zweck dieses Vereins ist die Heimatpflege im Ortsteil Nieder-Liebersbach der Großgemeinde Birkenau. Die Geschichte besonders von Nieder-Liebersbach soll erforscht und dargestellt werden. Der Verein stellt sich insbesondere die Aufgabe, Zeitdokumente zu sammeln, für die Zukunft zu archivieren und der Öffentlichkeit zugänglich zu machen.

### Medien
Über das lokale Geschehen berichten regelmäßig die Birkenauer Gemeinde Rundschau (BGR), sowie die Tageszeitungen Weinheimer Nachrichten, die Odenwälder Zeitung und das Starkenburger Echo.

### Regelmäßige Veranstaltungen
Den kulturellen Höhepunkt des Ortsteils stellt die alljährliche Kerwe am 1. Wochenende im September dar.

## Wirtschaft und Infrastruktur

### Verkehr
Nieder-Liebersbach wird für den überörtlichen Verkehr durch die Kreisstraße K 11 erschlossen, die von der Kerngemeinde Birkenau im Süden kommend, weiter nach Ober-Liebersbach und Bonsweiher führt. Südlich von Nieder-Liebersbach ist die Kreisstraße angeschlossen an die Bundesstraße 38, und zwar kurz vor dem Ostportal des Saukopftunnels, der am 9. Dezember 1999 nach über 30-jähriger Bauzeit fertiggestellt wurde. Er bietet unter Umgehung des Ortsteils Reisen und der Kerngemeinde Birkenau eine schnelle Verbindung aus dem Odenwald nach Weinheim und den anderen Städten der Metropolregion Rhein-Neckar (Heidelberg, Mannheim, Ludwigshafen).
Der ÖPNV wird durch ein Ruftaxi sowie die VRN-Buslinie 688 von Nieder-Liebersbach nach Birkenau realisiert. Den Schülerverkehr übernimmt ein Schulbus. In Birkenau besteht Anschluss an die Bahnlinie Weinheim-Fürth (Weschnitztalbahn).
Nieder-Liebersbach wird vom „Europäischen Fernwanderweg Nr. 1“ (vom Nordkap bis nach Sizilien, 6000 km) passiert.

### Grundschule
Nieder-Liebersbach hat trotz seiner geringen Größe eine eigene Grundschule mit vier Klassen (1–4). Diese war bereits von der Schließung bedroht, konnte jedoch durch Einführung einer Ganztagesbetreuung und großem elterlichem Engagement (z. B. Renovierung durch Eigenleistung) gerettet werden.

### Kirchen
Nieder-Liebersbach verfügt über eine evangelische und eine katholische Kirche.

### Kindertagesstätten
Der Kindergarten „Arche Noah“ wird von der katholischen Kirchengemeinde „St. Wendelin“ getragen.

### Grundversorgung
Wie in anderen Dörfern ziehen sich viele Geschäfte aus der Fläche zurück. Zahlreiche Geschäfte, Lebensmittel, Metzger, Postfiliale, Schreibwaren, Sportgeschäft, Bäcker, Tankstelle, zuletzt auch die Filiale der Sparkasse Starkenburg, mussten in den letzten Jahren schließen. Die Versorgung mit vielen Gütern und Dienstleistungen des täglichen Bedarfs macht Fahrten in die Kerngemeinde notwendig. Andererseits öffneten neue lokale Versorger, beispielsweise ein Gemüsegeschäft, das auch Back- und Fleischwaren anbietet, sowie ein Blumenlädchen und einen Kinder-Second-Hand-Laden. Im Ort gibt es weiterhin einen praktischen Arzt, Physiotherapeuten und eine ganze Reihe von Handwerkern.